# Michèle Barrière
Pour les articles homonymes, voir Barrière.
Michèle Barrière, née le 22 février 1953 à Nevers dans la Nièvre, est historienne de la gastronomie et auteure de romans policiers historiques à forte composante gastronomique.

## Biographie
En 1973, Michèle Barrière étudie l'Histoire et la Démographie à la Sorbonne.
En 1977, elle milite avec les Amis de la Terre. C'est dans le Larzac, qu'elle rencontre Brice Lalonde, porte-parole de Paris-Ecologie aux municipales, qui deviendra son compagnon jusqu'en 1981.
En 1986, elle travaille pour le Centre international de liaison pour l'environnement, au Kenya tout d'abord, puis dans l'aide au développement, en Asie, Afrique, Amérique latine.
De retour en France, dans les années quatre-vingt-dix, elle s'investit dans la sauvegarde et la promotion de variétés anciennes de tomates et suit le séminaire de l'historien de l'alimentation Jean-Louis Flandrin. Elle dirige, depuis la mort de celui-ci en 2001, l'association De Honesta Voluptate qui rassemble les historiens qui poursuivent les recherches qu'il avait initiées.
C'est en 2006 que paraissent ses premiers polars historiques, Meurtres à la pomme d'or et Souper mortel aux étuves, aux éditions Agnès Viénot. D'après l'agence Otago, Michèle Barrière aurait depuis vendu près de 300 000 exemplaires de ses romans.
Ancienne chroniqueuse pour le magazine Régal et de Rustica, l'historienne est membre du conseil scientifique du mouvement pour la sauvegarde du patrimoine culinaire mondial Slow Food France et de l'APCIG (Association professionnelle des chroniqueurs et informateurs de la gastronomie et du vin).

## Télévision
Michèle Barrière est coautrice, avec Philippe Allante, d'une série documentaire télévisée en cinq volets de 43 minutes, L'Histoire en cuisine, diffusée sur Arte du 2 au 6 avril 2007 :
1. Délices romaines ;
2. Saveurs médiévales ;
3. Banquets Renaissance ;
4. Tables des Lumières ;
5. Révolutions à table.

En 2017, elle participe également à l'émission Secrets d'Histoire consacrée à Philippe d'Orléans, intitulée Le Régent, un libertin sur le trône de France diffusée le 10 août 2017 sur France 2.

## Publications

### Romans policiers historiques

#### La saga des Savoisy
- Souper mortel aux étuves : roman noir et gastronomique à Paris au Moyen Âge
  - Première édition : Paris, Agnès Viénot Éditions, 2006, 287 p.  (ISBN 2-9146-4596-1) (BNF 40935714)
  - Réédition au format de poche : Paris, Le Livre de poche, coll. « Policier » (no 31343), 8 avril 2009, 352 p.  (ISBN 978-2-253-12515-0) (BNF 41487813)
- Meurtres à la pomme d'or : roman noir et gastronomique au temps de la Renaissance
  - Première édition : Paris, Agnès Viénot Éditions, 2006, 270 p.  (ISBN 2-9146-4580-5) (BNF 40118120)
  - Réédition au format de poche : Paris, Le Livre de poche, coll. « Policier » (no 31140), 8 octobre 2008, 320 p.  (ISBN 978-2-253-12514-3) (BNF 41426593)
- Natures mortes au Vatican : roman noir et gastronomique en Italie à la Renaissance
  - Première édition : Paris, Agnès Viénot Éditions, 2007, 270 p.  (ISBN 978-2-3532-6002-7) (BNF 41045400)
  - Réédition au format de poche : Paris, Le Livre de poche, coll. « Policier » (no 31499), 9 septembre 2009, 320 p.  (ISBN 978-2-253-12516-7) (BNF 42059110)
- Meurtres au Potager du Roy : roman noir et gastronomique à Versailles au XVIIe siècle
  - Première édition : Paris, Agnès Viénot Éditions, 2008, 308 p.  (ISBN 978-2-3532-6029-4) (BNF 41265232)
  - Réédition au format de poche : Paris, Le Livre de poche, coll. « Policier » (no 31762), 7 avril 2010, 380 p.  (ISBN 978-2-253-12876-2) (BNF 42183605)
- Les Soupers assassins du Régent : roman noir et gastronomique au Palais-Royal à la mort de Louis XIV
  - Première édition : Paris, Agnès Viénot Éditions, 2009, 319 p.  (ISBN 978-2-3532-6053-9) (BNF 41480493)
  - Réédition au format de poche : Paris, Le Livre de poche, coll. « Policier » (no 31963), 3 novembre 2010, 352 p.  (ISBN 978-2-253-12875-5)
- Meurtre au café de l'Arbre Sec
  - Première édition : Paris, Éditions Jean-Claude Lattès, 2010, 380 p.  (ISBN 978-2-7096-3439-7) (BNF 42304834)
  - Réédition au format de poche : Paris, Le Livre de poche, coll. « Policier » (no 32584), 9 mai 2012, 384 p.  (ISBN 978-2-253-16160-8)
- Meurtre au Ritz
  - Première édition : Paris, Le Livre de poche, coll. « Policier » (no 33015), 5 juin 2013, 320 p.  (ISBN 978-2-253-17367-0) (BNF 43643900)
  - Réédition au format de poche : Paris, Le Livre de poche, coll. « Policier », 14 octobre 2015, 312 p.  (ISBN 978-2-253-16408-1)
- L'Assassin de la Nationale 7
  - Première édition : Paris, Le Livre de poche, coll. « Policier » (no 33575), 20 août 2014, 288 p.  (ISBN 978-2-253-17963-4) (BNF 43888052)
- Meurtres trois étoiles
  - Première édition : Paris, Le Livre de poche, coll. « Policier » (no 33847), 1er juin 2016, 256 p.  (ISBN 978-2-253-19121-6) (BNF 45050896)
- Mort à bord
  - Première édition : Paris, Le Livre de poche, coll. « Policier » (no 33847), 17 mai 2017, 256 p.  (ISBN 978-2-253-19137-7) (BNF 45295919)
- Marché noir
  - Première édition : Paris, Le Livre de poche, coll. « Policier » (no 35176), 6 juin 2018, 256 p.  (ISBN 978-2-253-19141-4) (BNF 45518726)

Trois des romans ont fait l'objet d'une réédition en volume unique : Les Aventures du cuisinier Savoisy : roman noir et gastronomique au Moyen Âge et à la Renaissance, Paris, Agnès Viénot Éditions, 2010, 825 p.  (ISBN 978-2-3532-6072-0) (BNF 42151003) — Regroupe : Souper mortel aux étuves, Meurtres à la pomme d'or et Natures mortes au Vatican.

#### Les enquêtes de Quentin du Mesnil
- Le Sang de l'hermine
  - Première édition : Paris, Éditions Jean-Claude Lattès, 2 novembre 2011, 350 p.  (ISBN 978-2-7096-3440-3)
  - Réédition au format de poche : Paris, Le Livre de poche, coll. « Policier » (no 32900), 27 février 2013, 336 p.  (ISBN 978-2-253-16725-9)
- De sang et d'or
  - Première édition : Paris, Éditions Jean-Claude Lattès, 31 octobre 2012, 360 p.  (ISBN 978-2-7096-4225-5)
  - Réédition au format de poche : Paris, Le Livre de poche, coll. « Policier » (no 33256), 5 février 2014, 312 p.  (ISBN 978-2-253-17590-2)
- Le Prisonnier de l'Alcázar
  - Première édition : Paris, Éditions Jean-Claude Lattès, 2 avril 2014, 350 p.  (ISBN 978-2-7096-4390-0)
  - Réédition au format de poche : Paris, Le Livre de poche, coll. « Policier » (no 33706), 8 avril 2015, 312 p.  (ISBN 978-2-253-18446-1)
- Innocent breuvage
  - Première édition : Paris, Éditions Jean-Claude Lattès, 28 octobre 2015, 270 p.  (ISBN 978-2-7096-4905-6)
  - Réédition au format de poche : Paris, Le Livre de poche, coll. « Policier » (no 34309), octobre 2016, 256 p.  (ISBN 978-2-253-08611-6)
- À la table du sultan
  - Première édition : Paris, Éditions Jean-Claude Lattès, 12 avril 2017, 251 p.  (ISBN 978-2-7096-5677-1)

### Autres
- Michèle Barrière, François Lapoix, Yves Mérillon, Jean-Pierre Muret, Environnement, l'écologie : nuisances, pollutions, énergie, gestion des espaces naturels, étude d'impact, éditions Syros et Centre d'information des élus locaux (CIDEL), coll. « Guide du citoyen et de l'élu », Paris, 1984, 204 p.,  (ISBN 2-901968-92-9), (BNF 36606862).
- Michèle Barrière, Jérôme Pecnard,La France à table - La grande épopée de la cuisine française, éditions Les Arènes, coll. « L'Histoire entre nos mains », Paris, 10 octobre 2015, 108 p.,  (ISBN 978-2-35204-437-6). (Prix littéraire Culture-Gastronomie 2016).